# يفغيني سيمينوف
يفغيني سيمينوف مواليد 16 يوليو 1986 في روسيا البيضاء، هو لاعب كرة يد بيلاروسي يلعب كظهير أيمن. مثل منتخب بيلاروسيا لكرة اليد.

## سجل المنافسة
شارك في البطولات التالية:
- بطولة أوروبا لكرة اليد للرجال 2014